# Stéphane Kubiak
Stéphane Kubiak lub też w spolszczonej wersji Stefan Kubiak (ur. 1929 w Liévin, zm. 28 grudnia 2007 w Lens) – francuski piosenkarz, kompozytor oraz założyciel i dyrygent orkiestry pochodzenia polskiego. Za życia uznawany był za jeden z symboli polonijnej kultury w północnej Francji.

## Życiorys
Urodził się w Liévin. W 1938 roku zaczął grać na akordeonie. W trakcie okupacji niemieckiej jako chłopiec dawał codzienne występy w kawiarni „Chez Oscar” w Lens. Po zakończeniu II wojny światowej, Kubiak zaczął tworzyć własne zespoły instrumentalne. Prowadził także własną salę „Le Gaity" w Lens. Rozpoznawalność przyniosło mu podpisanie w 1956 roku kontraktu z wytwórnią fonograficzną Barclay Records, której właścicielem był Eddie Barclay i której nakładem ukazywały się jego nagrania. Wśród nich były także nagrania polskojęzyczne. Kubiak w dorobku miał także występy telewizyjne.
Zmarł 28 grudnia 2007 i został pochowany w Lens. 